# 黒川駅 (樺太)
黒川駅（くろかわえき）は、樺太豊栄郡落合町に存在した帝国燃料興業会社内淵線の駅。

## 歴史
- 1943年（昭和18年）8月1日：内淵人造石油専用線の開通とともに開業[1]。
- 1945年（昭和20年）
  - 3月：内淵人造石油専用線は帝国燃料興業株式会社に合併されて、帝国燃料興業会社内淵線の駅となる。
  - 8月：ソ連軍が南樺太へ侵攻、占領し、駅も含め全線がソ連軍に接収される。
- 1946年4月1日：ソ連国鉄に編入。ロシア語駅名は「ポクロフカ」。
- 2019年5月31日：廃止。

## 運行状況
- 大谷駅 - 内淵駅間にて1日4往復の列車が運行されていた。

## 隣の駅
帝国燃料興業会社内淵線
大谷駅 - 黒川駅 - 東内淵駅